# Menneus tetragnathoides
Espèce
Synonymes
- Menneus affinis Tullgren, 1910

Menneus tetragnathoides est une espèce d'araignées aranéomorphes de la famille des Deinopidae.

## Distribution
Cette espèce se rencontre en Angola, au Malawi et en Tanzanie.

## Description
Le mâle décrit par Coddington, Kuntner et Opell en 2012 mesure 9,8 mm. Les mâles mesurent de 9,5 à 11,0 mm.

## Systématique et taxinomie
Cette espèce a été décrite par Simon en 1877.
Menneus affinis a été placée en synonymie par Coddington, Kuntner et Opell en 2012.

## Publication originale
- Simon, 1877 : « Étude sur les Arachnides du Congo. » Bulletin de la Société Zoologique de France, vol. 1, no 12/15, p. 216-224 (texte intégral).